# Goj (Mikołów)
Goj – dzielnica Mikołowa przy drodze krajowej nr 44.

## Turystyka
Przez dzielnicę przebiega  Szlak Bohaterów Wieży Spadochronowej (Katowice – Mikołów – Mikołów-Goj – Mikołów-Mokre – Chudów).

## Pomniki i tablice pamiątkowe
- Grób zbiorowy wojenny więźniów nazistowskiego obozu zagłady Auschwitz-Birkenau – w zagajniku przy ulicy Różanej.